# Myodes californicus
Myodes californicus — вид полівок родини Cricetidae. Він зустрічається в Каліфорнії та Орегоні в Сполучених Штатах і живе переважно в хвойних лісах. Колір тіла каштаново-коричневий або коричневий, змішаний зі значною кількістю чорного волосся, яке поступово світлішає з боків і переходить у пухнасто-сірий живіт, з нечіткою червонуватою смугою на спині та двоколірним хвостом, довжиною приблизно вдвічі менше голови й тулуба.

## Морфологічна характеристика
Загальна довжина червоної полівки становить 121–16 мм, хвіст 34–56 мм, задня лапа 17–21 мм і вухо 10–14 мм. Вони диференціюються на основі червонуватої смуги на спині. Західна червона полівка також має характерні відмінності в анатомії твердого піднебіння.

## Спосіб життя
Ця полівка живе переважно під землею в розгалуженій системі нір. Живиться переважно плодовими тілами грибів. Ці мікоризні гриби є симбіонтами лісових дерев навколо нього. Rhizopogon vinicolor є одним із таких, який асоціюється з дугласовою ялицею (Pseudotsuga spp.). Плодоношення гриба відбувається в добре трухлявій деревині, коли поживні речовини вичерпуються. Оскільки плодові тіла знаходяться під землею, спори не вивільняються в повітря, як у більшості видів грибів. Однак спори знаходяться в екскрементах полівок і осідають у її норах, таким чином дозволяючи грибу поширюватися та утворювати асоціації з неінфікованими деревами. Було виявлено, що в вирубаному лісі, де видалено всю мертву деревину та обрізки, мікориза перестає плодоносити, популяція полівок вимирає, а щойно посаджені дерева не ростуть. Це приклад тристороннього симбіозу, оскільки полівка отримує їжу від гриба та поширює свої спори, а гриб отримує продукти фотосинтезу з дерева, яке отримує користь від поживних речовин, які виробляє гриб.
Ця полівка відіграє важливу роль як здобич ряду видів, включаючи сов, куниць, горностаїв і довгохвостих ласок.
Руда деревна полівка, північна білка-летяга та західна червона полівка можуть становити більше 75% раціону північної плямистої сови.[5]
Викопних останків ще не виявлено.[3]
Вид розмножується між лютим і листопадом на схилах Каскадного хребта в північному Орегоні, а також цілий рік на захід від Каскадного хребта, з 2–7 дитинчатами на виводок і періодом вагітності близько 18 днів.